# Sarah Douglas
Sarah Douglas (nascida a 12 de dezembro de 1952) é uma atriz inglesa. É talvez mais conhecida por ter feito a supervilã kryptoniana Ursa em Superman (1978) e em Superman II (1980). Outros papéis de destaque são a maléfica Rainha Taramis no filme de 1984 Conan the Destroyer e Pamela Lynch na série de horário nobre Falcon Crest (1983–85).

## Juventude
Sarah nasceu em Stratford-upon-Avon, Condado de Warwickshire, segunda filha de Beryl Smith, psicoterapeuta que muitas vezes trabalhava com atores da RSC, e de Edward Douglas, pertencente à Royal Air Force. Começou por ter a sua educação em Alcester Grammar School, tendo ido depois para o National Youth Theatre e para o Rose Bruford College, antes de se tornar profissional ao trabalhar em várias produções com conhecidos atores britânicos como Roy Dotrice e Jon Pertwee.

## Carreira
A carreira de Sarah levou-a para a frente das câmaras com pequenos papéis no filme de 1973 The Final Programme (também conhecido como The Last Days of Man on Earth) e em Rollerball no ano de 1975. Depois, Douglas torna-se conhecida dos espectadores britânicos nos anos '70 ao aparecer em The Howerd Confessions, a versão televisiva de Dracula, The Inheritors, Space: 1999 e ainda Return of the Saint, e aparece nos filmes The People That Time Forgot (com o qual foi nomeada para um Prémio Saturno), e o filme controverso e pouco visto The Brute (1977), em que protagoniza uma mulher vítima de abuso. O primeiro grande papel de Sarah foi o de Ursa em Superman (1978) e Superman II (1980) tendo ultrapassado 600 outras atrizes para o papel. Em 1984, protagoniza outra vilã em Conan the Destroyer fazendo da maléfica Rainha Taramis. Sarah continuou a aparecer em televisão e teve um papel regular na sitcom britânica chamada Thundercloud, de 1979 e que durou pouco tempo. Ao longo dos anos '80, teve uma variedade de participações especiais em séries do RU e dos USA tal como The Professionals, Bergerac, Hotel, Magnum, P.I., Sledge Hammer! e Remington Steele. Contudo, o seu papel de televisão com maior destaque chega quando dá corpo a Pamela Lynch na série de horário nobre Falcon Crest, que protagoniza por duas temporadas, em 1983–85. Fez também uma outra "Pamela" na minisséria televisiva de 1984 V: The Final Battle.
Na década de '90, regressa à ficção científica tendo participações especiais em Babylon 5 (no episódio "Deathwalker", de 1994) e em Stargate SG-1 (nos dois episódios "The Tok'ra" de 1998). Douglas também aparece em variados filmes como Solarbabies, Nightfall, The Return of Swamp Thing, The Stepford Husbands, Beastmaster 2 e Return of the Living Dead 3. Também deu voz a personagens em várias séries de desenhos animafos, como Iron Man, The Real Adventures of Jonny Quest, Superman: The Animated Series, Heavy Gear e Batman do Future.

### Participações recentes
Em 2003, Sarah regressa ao Reino Unido para participar na tournée nacional de Hamlet contracenando com a atriz Emily Lloyd. No ano seguinte, está em London's West End com a peça Roast Beef protagonizando Clytemnestra. Também em 2004, Sarah participa na edição especial do DVD de Conan the Destroyer.
Em 2006, faz o áudio-drama Sapphire and Steel: The Mystery of the Missing Hour conjuntamente com David Warner. Também em 2006, reúne-se com muitos dos seus colegas de Superman em Los Angeles com a nova versão de Superman II (conhecida como Superman II: The Richard Donner Cut) que foi lançada com cenas nunca antes divulgadas. Ao mesmo tempo, uma nova caixa DVD de Superman é lançada com uma entrevista com Sarah.
Douglas aparece em 2007 no filme Gryphon da Sci-Fi Pictures original, fazendo de mãe da personagem de Jonathan LaPaglia.
Em 2008, Douglas trabalha noutras produções áudio e reúne-se com David Warner para um novo CD Áudio da BBC chamado The Brightonomicon. Também participa em novas gravações para Stargate Atlantis. Para a série da BBC chamada Doctors tem um papel de uma transexual com cancro.
Em 2009, Douglas termina o seu trabalho numa série de peças de rádio para a BBC. A primeira a ir ao ar na BBC Radio 4 foi Cry Babies, onde contracena com Alex Jennings. A peça foi escrita pelo crítico de cinema Kim Newman e foi ao ar a 9 de março de 2009. Uma segunda peça, com Derek Jacobi, é transmitida a 13 de março de 2009 na Radio 4.
Seguidamente, Sarah aparece no telefilme Witchville que estreou na SyFy a 22 de maio de 2010.
Em junho de 2010, Sarah dá a voz à personagem Professor Meadows no videojogo "Blood of The Cybermen", pertencente ao Doctor Who: The Adventure Games que se tornou disponível para download livre através do site oficial de Doctor Who. Também dá a voz a 'The Entity' no terceiro jogo, simplesmente conhecida como "TARDIS". Faz de Jones, um super computador de classe 14, no quarto jogo de aventura na série "Shadows of the Vashta Nerada".
Em 2012, Sarah Douglas dá a voz na série animada de Green Lantern. Também se encontra envolvida numa série áudio de sci-fi chamada The Flashback, que conta com uma produção dos dois lados do Atlântico. 2012 assiste também ao lançamento do filme cómico e de horror Strippers vs Werewolves, no qual Douglas aparece. O filme conta ainda com Robert Englund, Steven Berkoff, Adele Silva e Billy Murray. Em outubro de 2012, Sarah Douglas termina de gravar uma versão audiobook da trilogia Age of the Five, de Trudi Canavan para as Big Finish Productions. Depois, regressa aos palcos de Londres aparecendo em The Hallowe'en Sessions no Leicester Square Theatre de 29 de outubro a 3 de novembro de 2012 com críticas muito positivas.

## Vida pessoal
Sarah Douglas casou com o ator Richard LeParmentier em 1981. Divorciaram-se em 1984. LeParmentier faleceu em 2013.